# Åke E:son Lindman

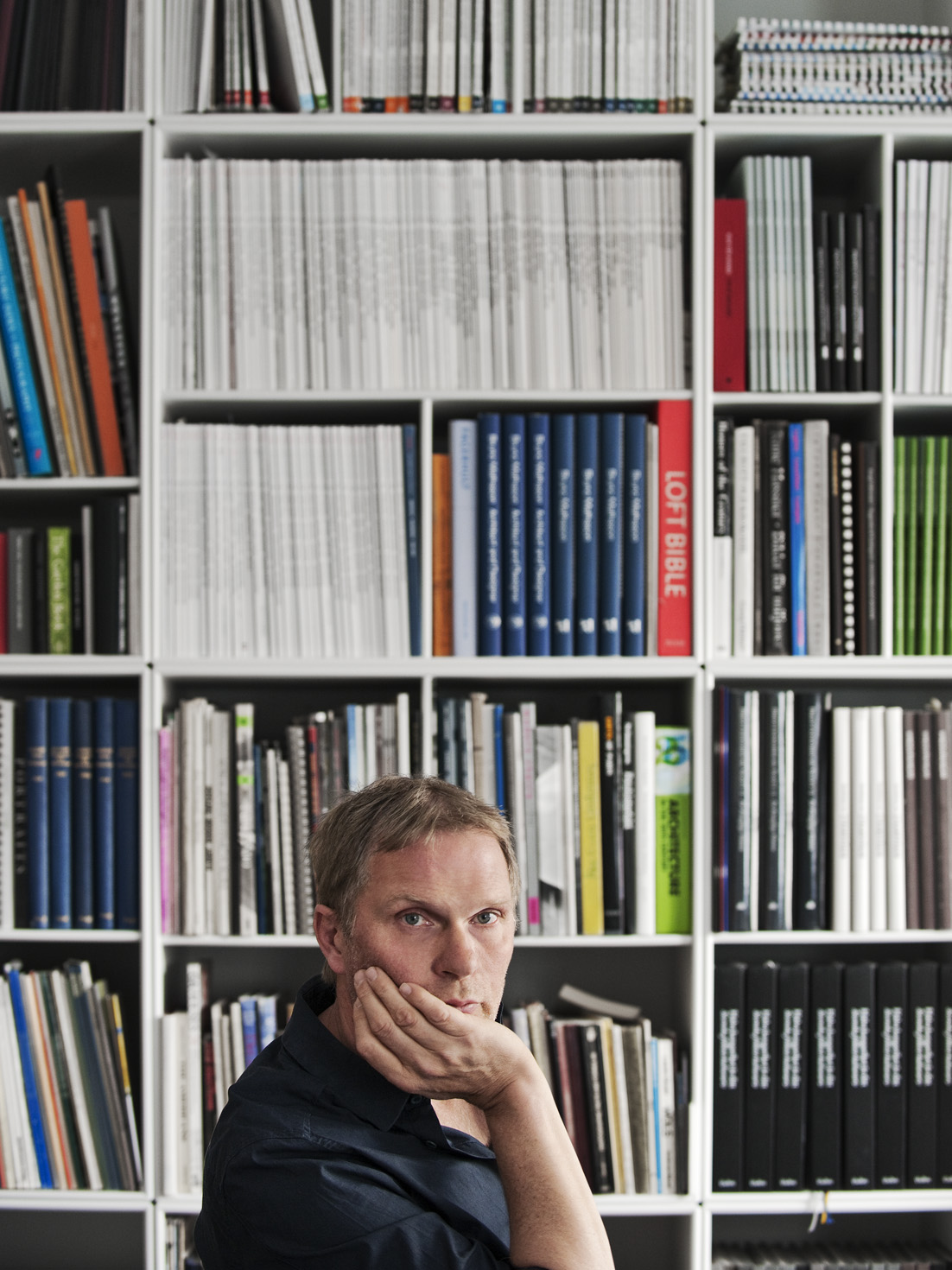
Åke E:son Lindman

Åke E:son Lindman, egentligen Åke Edvinsson Lindman, född 14 mars 1953 i Stockholm, är en svensk fotograf. 
Han utexaminerades från Konstfackskolan 1975 med inriktning på fotografi. Sedan 1986 arbetar han koncentrerat med att fotografera arkitektur.
Lindman belönades 2008 med Olle Engkvist-medaljen med motiveringen att hans "fotografier lyfter byggnadskonsten till nya höjder".

## Fotograf till böcker
Böcker som innehåller fotografier av Åke E:son Lindman:
- Lindman, Åke E:son; Östlind Niclas, Tedroff Julia, Young Andrew (2010) (på engelska). Pure architecture. Malmö: Arena. Libris 11858993. ISBN 9789178433179
- Berättelsen om Strandvägen (1999)
- Där tiden stått stilla: klassiska semesterorter i Europa (2000)
- Svensk trädgårdskonst under fyrahundra år av Thorbjörn Andersson, Tove Jonstoij och Kjell Lundquist (2000). Stockholm: Byggförlaget. ISBN 91-7988-183-1
- Gert Wingårdh, architect (2001)
- Fourteen Swedish embassies built 1959–99 (2001)
- Utflykter i det gröna: guide till svenska trädgårdar och parker av Maria och Johan Kindblom och Åke E:son Lindman (2003). Stockholm: W&W. ISBN 91-46-20336-2
- Marabouparken av Åke E:son Lindman och John Sjöström (2005). Sundbyberg: Marabouparken.

## Fotograf till magasin
Tidskrifter som Åke E:son Lindman har fotograferat för:
- Arkitektur
- Plaza Magazine
- Casa Abitare
- Wallpaper
- Architectural Digest
- Residence

### Fotoreportage i tidskrifter
- Fotografi, sid 12–19, januari 1996/nr 1

## Portfolio
Arkitektur eller platser som Åke E:son Lindman fotograferat:
- Shaygan, Annacham, Stockholm
- Nosuch, Atlas, Stockholm
- Marabouparken, Sundbyberg
- Wingårdh, Ericsson, Lund
- Wingårdh, Chalmers, Göteborg
- Sandell, Bo 01, Malmö
- Gardnder, Teatercafé, Helsingfors
- Sketch, London
- Riviera Hotel, Havanna
- Hotel Praha, Prag
- Hotel Knaust, Sundsvall
- Brawa, Blue Water Hotel, Sri Lanka
- Philip Starck, Hudson Hotel, NYC
- Wingårdh, Swedish Embassy, Berlin
- Wingårdh, Astra Zeneca, Waltham
- Niemeyer, Ministery of Foreign Relations, Brasilien
- Niemeyer, National Congress, Brasilien
- Niemeyer, Contemponary Art Museum, Brasilien
- Villa Aldobrandini & Caprrarola, Italien

### Fotnoter
1. ↑  Peder Alton (14 augusti 2007). ”Direkt, osminkat, knivskarpt”. Dagens Nyheter. http://www.dn.se/DNet/jsp/polopoly.jsp?a=680558. Läst 4 februari 2009.
2. ↑  Tidskriften Arkitektur, 2008, Nr 8, sid 9

### Webbkällor
”Åke E:son Lindman: - Konsthallen är min favoritbyggnad”. Landskrona Direkt. 12 oktober 2007. Arkiverad från originalet den 17 oktober 2008. https://web.archive.org/web/20081017082925/http://www.landskronadirekt.com/arkivet/nyheter/0741.htm#071012_10. Läst 4 februari 2009.